# 國王戰隊帝王者
《國王戰隊帝王者》，是由日本東映製作的《超級戰隊系列》第47部特攝作品，於2023年（令和5年）3月5日至2024年2月25日期間每週日上午9時30分在朝日電視台首播。

## 作品特色
- 以「國王」及「昆蟲」作為主題的《超級戰隊系列》作品。
- 自《救急戰隊GoGo V》後首次沒有在主題曲片頭開始前顯示《超級戰隊系列》商標。
- 首次出現作為戰隊最初期成員的紫色戰士（蝴蝶王者）[註 1]。
- 其初期大型合體機械人名稱與戰隊的片假名標題名稱完全相同，另外它由10部機組合體而成，為《超級戰隊系列》中首次出現由超過5部機組合體的最初期大型合體機械人。
- 繼《JAKQ電擊隊》、《五星戰隊大連者》、《爆龍戰隊暴連者》、《特搜戰隊刑事連者》以及《獸拳戰隊激氣連者》後，第六次出現追加的白色戰士成員[註 2]。
- 繼《特搜戰隊刑事連者》與《獸電戰隊強龍者》後，第三次出現番外的銀色戰士（大鍬形王者）。
- 繼《特搜戰隊刑事連者》、《魔法戰隊魔法連者》、《獸拳戰隊激氣連者》、《獸電戰隊強龍者》及《宇宙戰隊九連者》後，第六次出現番外戰士搶先於追加戰士先行登場。
- 繼《宇宙戰隊九連者》與《魔進戰隊煌輝者》後，第三次出現角色的個人特別篇。
- 其追加戰士演員池田匡志於主篇尚未正式登場前，均以旁白形式於每集開始故事內容講解。
- 首次出現以20部機組合體的大型機械人（神帝王者），亦為目前《超級戰隊系列》史上合體機組數量最多的大型機械人；同樣地在第25集中其每部機體皆有駕駛員，亦創下同一組合體中最多駕駛員的記錄。
- 繼《忍者戰隊隱連者》、《天裝戰隊護星者》後，第三次出現新篇章的設定。
- 首次出現女性黑色戰士（伊洛姬／胡蜂王者）[註 3]。

## 故事概要
故事設定在一個名為地球的星球上，當地的五名英雄與守護神傳奇帝王者將地帝國·巴格納拉克打敗並拯救了人類，其後五位英雄均成為了國王且各成立一個王國，並迎來了一個漫長的和平時代，而該五個王國均為 工業之國·修高達姆、 科技之國·恩科索帕、 藝術與醫療之國·伊莎巴納、 冰雪之國·葛加恩以及 農業之國·陶夫。另外他們皆擁有能守護國家的大型蟲類機械生命體－修之神。
然而，根據預言「巴格納拉克會於2,000年後從地底復活」，故修高達姆的國王拉克萊斯·哈斯提於預言之年召集其他四個國家的統治者前往修高達姆宣誓結盟，而其他四位統治者均為 恩科索帕的國王－陽馬·蓋斯特、 伊莎巴納的女王－希梅羅·蘭、 葛加恩的國王－李塔·伽尼斯嘉以及 陶夫的主君－卡古拉吉·迪波斯琪。
結盟當日，巴格納拉克亦根據預言復活，並率先進攻修高達姆，此時，一名成長於修高達姆城下町的孤兒院青年－基拉則發現拉克萊斯在巴格納拉克攻擊城鎮時並沒有參與戰鬥，故基拉走進其城堡問之究竟，結果卻是從對方口中得知其意圖以獨裁政治征服其他國家以統一地球的陰謀。其後對拉克萊斯徹底失望的基拉則奪走其王者聖劍，並且以反派角色的語氣自稱為「王」，同時亦讓長年沉睡於修高達姆中央廣場的修之神－神鍬形蟲甦醒。最後基拉使用王者聖劍變身為 鍬形蟲王者，並且與神鍬形蟲並肩作戰。

## 登場角色

### 國王戰隊帝王者
國王戰隊帝王者，其正式名称为；而通称「帝王者」则来自守护神的名字，由六個國家的統治者在初期為與迪斯納拉克8世時期的巴格納拉克戰鬥而組成的隊伍。
然而在與巴格納拉克的戰爭結束後，除了基拉與傑拉米外的其餘四人皆因各自的犯罪而於葛加恩的牢獄內服刑，直到宇蟲王正式進攻地球時回歸。
基拉·哈斯提／ 鍬形蟲王者／ 王之鍬形蟲王者
演：酒井大成／有山實俊（童年時期）
，蘊藏最強「修之神」的工業之國·修高達姆的「自封」國王。
在兒童福利院長大的青年，擁有善良與替人設想的個性，而初期卻總是在與孩子們的英雄遊戲中扮演反派角色；在變身後會以「反派風格」挑戰戰鬥，另外他自身亦擁有能與修之神溝通的能力。
實為修高達姆前任國王－科撒斯·哈斯提在假意效忠達格德多期間以請求力量為由而被達格德多對其妻子施法懷孕而誕生。後來科撒斯為能夠打敗達格德多而施計予基拉吃掉神鍬形蟲的修之神魂，基拉亦因而喪失記憶，隨後在科撒斯戰逝後其哥哥拉克萊斯則為保護基拉而將其送進兒童福利院。
起初十分尊敬當時作為國王的拉克萊斯，但在知悉他當時聲稱的目的後對其徹底失望，並奪走他的王者聖劍後自稱為「王」，同時亦觸動神鍬形蟲的甦醒後變身為鍬形蟲王者與其並肩作戰。
其後基拉先後被其他國王帶往恩科索帕、伊莎巴納以及陶夫，但在陶夫時卻被受拉克萊斯命令的卡古拉吉以計謀成功博取同情後則被其交予李塔帶往葛加恩接受審判，在被囚禁期間李塔亦於其他國家收集證詞，並且採集了基拉與拉克萊斯的基因交予希梅羅作比對證實了基拉的王室身份後，基拉才被李塔裁定無罪釋放。
當基拉返回修高達姆後便意圖殺害拉克萊斯，但反被對方設局陷害犯下叛國罪。其後基拉便藏匿至其成長的兒童福利院，卻還是被識破後則被告知將與拉克萊斯進行首場決鬥裁決，最後基拉在決鬥中戰敗，而倖存下來的他須暫時對外隱瞞自己仍生還的事實，直到為了解救即將被戴戈格殺害的陽馬時才再次於拉克萊斯與民眾面前現身。
隨後基拉在目睹拉克萊斯手持的王者皇冠時回想起童年時與拉克萊斯的零碎記憶，隨後遭受拉克萊斯攻擊，所幸在傑拉米的協助下成功脫逃。其後基拉在卡古拉吉與舒舒梅的暗中協助下奪取王者騎槍與王者皇冠後變身為王之鍬形蟲王者，並能操控究極帝王者擊敗帝王者ZERO。而當國王戰隊成功將攻陷修高達姆的巴格納拉克擊退後，基拉則向拉克萊斯提出第二場決鬥裁決的要求，而決鬥的結局是基拉獲勝並登基成為修高達姆的新任國王。
而在拉克萊斯聯同達格德多兩人一同在國民面前現身時亦道出基拉的身世；隨後當拉克萊斯藉達格德多獲得可殺害基拉的力量時卻反攻之，而最後基拉則與拉克萊斯聯手將達格拉多打敗。後來亦曾被米龍加以其能力變回小孩，然而在攻擊米龍加後在回復原有年齡的同時更恢復所有記憶。
陽馬·蓋斯特／ 蜻蜓王者
演：渡邊碧斗／渡邉斗翔（童年時期）
，科技之國·恩科索帕的國王，尊稱「總長」。
擁有無比的反叛精神及上進心，並且對其國民則視為夥伴，因而亦受到其國民愛戴。另外他自身亦為才華橫溢的工程師，而國王戰隊的絕大部分裝備亦由其所研發；而在變身後會以不予敵人逃走的「單挑風格」進行戰鬥。
出身於恩科索帕的貧民窟，在國家經歷了「神之怒」以及當時恩科索帕的國王於事後逃逸而變得一團混亂時，陽馬則透過其從當地一位老人獲得以廢棄零件組合的筆電（即日後作為恩科索帕心臟的頂點電腦）建立以人工智能操控修之神的技術，因而登上頂點成為恩科索帕的國王。
其說話口無遮攔，經常稱謂別人為、「笨狸貓」等。
在與巴格納拉克的戰鬥結束後，陽馬卻因開發超級電腦天上天下唯我獨尊而被以「全世界電力獨佔罪」的罪名在葛加恩服刑，直到宇蟲王進攻地球時回歸。
希梅羅·蘭／ 螳螂王者
演：村上愛花／Anderson Melody（童年時期）
，藝術與醫療之國·伊莎巴納的女王。
擁有傾國傾城的美貌，卻是一位任性的女王，而且對自己認為美麗的事物情有獨鍾，甚至亦會不惜一切而得到它們；儘量如此，作為醫生的她仍會以救助扶傷為重，而在變身後亦會以不顧情況的「任性風格」戰鬥。
其當初作為伊莎巴納統治者的父母在「神之怒」事件中被宇蟲五道化之一的葛洛迪毒殺，不久後希梅羅亦登基成為伊莎巴納的女王，而其國民為了安撫當時年紀尚小的她而特地製作了動畫《與莫芬在一起》。
在與巴格納拉克的戰鬥結束後，希梅羅卻因發射了1,000百萬噸的煙火導致各國引發火災，結果被以「全世界同時放火罪」的罪名而在葛加恩服刑，直到宇蟲王進攻地球時回歸。
李塔·伽尼斯嘉／ 蝴蝶王者
演：平川結月／淺田芭路（童年時期）
，冰雪之國·葛加恩的國王兼任捍衛世界中立的法院之最高裁判長。
貫徹不可動搖的「不動」風格，並會根據法律而給予無比公正的裁決，然而其個性卻為不善於表露情感以及與他人交流，並且偶爾會發出較高音量的吼叫。
平時打扮會以頭髮及高領臉罩遮蓋右眼與嘴巴，而在變身後會以毫不退縮的「冷酷風格」戰鬥。
因其國家絕大多數的國民皆為曾接受過其審判的罪犯，故當初並不受其國民歡迎。
對伊莎巴納動畫《與莫芬在一起》與其主角莫芬尤為喜愛，而其房間更收納了眾多的莫芬布偶與相關用品等。
在成為葛加恩的統治者前為前任君主卡娜絲的親信，而卡娜絲於在位期間亦向李塔傳授葛加恩的秘術「冰之封印」，故其右眼瞳孔則呈現灰色。而在卡娜絲被殺（實為下落不明）後，當時年僅十歲的李塔亦被按照其遺囑任命為葛加恩的統治者兼最高裁判長。
在基拉與拉克萊斯的兩場決鬥裁決中皆擔任見證人的身份。
在與巴格納拉克的戰鬥結束後，李塔卻因超時工作違反「勞工標準法」，甚至出現奇怪的言行，為了能夠強制休息而自願入獄服刑，直到宇蟲王進攻地球時回歸。
卡古拉吉·迪波斯琪／ 胡蜂王者
演：佳久創
，農業之國·陶夫的君主，尊稱「殿下」。
溫文爾雅的好客之人，然而為了守護和平及其國家甚至不惜弄髒自己的雙手；而在變身後會以華麗的「歌舞伎風格」戰鬥。
原為陶夫的普通農民，在其所種的米獲得當時陶夫的君主伊洛姬的賞識後則被邀請遷至城堡內居住兼且跟隨其學習作為「王」的處事之道。然而於「神之怒」事件時全世界則陷入糧食危機，但當時伊洛姬仍獨佔陶夫的米糧導致該國百姓陷入飢荒，其後卡古拉吉獨自一人走進城堡後發現用餐後的伊洛姬吐血而察覺其米糧則遭到投毒，隨後伊洛姬在城堡內縱火以燒毁有毒的米糧，並且將其王之證明交予卡古拉吉後要求他將之殺害，結果卡古拉吉不敢對其下手。最終伊洛姬自願葬身火海；至於手上沾染鮮血及手持王之證明的卡古拉吉在逃離城堡後獲得了國民的認同成為陶夫的新任君主。
在成為「王」後的卡古拉吉為了能夠保護國家，故與拉克萊斯交涉簽下能讓擬修之神優先出口至陶夫的合同，但作為交換條件為將自己的妹妹舒舒梅交予拉克萊斯作為其候補婚約者，隨後便一直與拉克萊斯合作。
對舒舒梅尤為疼愛，甚至期望她能夠繼承自己的王位。
在與巴格納拉克的戰鬥結束後，卡古拉吉卻因，直至宇蟲王一方進攻地球後才回歸。
傑拉米·布拉謝利／ 蜘蛛古莫諾斯
演：池田匡志／長尾翼（童年時期）
，於第11集初登場。
其全名為「傑拉米·伊多莫納拉克·涅·布拉謝利」，並且已存活了2,000年左右，而根據摩露芳耶翻閱數百年至一千多年前的資料，發現皆有曾目擊傑拉米的報告，而其外號為。
長期傳承地球的歷史，並且為了阻止地球與巴格納拉克的戰爭而自封為「王」。
其右手臂及胸膛為巴格納拉克的特徵，而自身也擁有製造及發射蜘蛛絲的能力；而在變身後會以擅長玩弄對手的「詭計風格」進行戰鬥。
其父親為兩千年前拯救人類的其中一位英雄，然而因愛上巴格納拉克一方的尼菲拉而被從歷史記載中除名。
因神狼蛛初現身時伴隨在身旁的蟬守護者類似於「神之怒」事件中襲擊各國的大量蟬型修之神，故當初則被希梅羅誤認為是「神之怒」事件的幕後元兇，實際在事件發生時傑拉米仍處於休眠狀態，甚至被他人當作展品。
在得知迪斯納拉克8世進入地核破壞的計劃後與其展開戰鬥，期間卻知曉巴格納拉克無辜被人類蒙上莫須有的罪名，後來才察覺原來自己編寫的故事卻被人類後代有所曲解，故而造成兩方長久以來的誤會。
當成功阻止迪斯納拉克毀滅地核的計劃後，傑拉米向他提出於翌日再戰的邀約，最終由傑拉米獲得勝利，然而迪斯納拉克在被傑拉米成功感化的同時卻遭到卡梅吉姆刺殺，在臨終前認同傑拉米作為巴格納拉克的「王」資格。而最後巴格納拉克在獲得五位國王的認可下成為地球的第六個國家，傑拉米亦因此成為巴格納拉克的新任國王。
另外其胸膛鑲嵌一顆能讓被鑲嵌者不死不老兼且作為王之證明的紫紅色石頭，然而後來為能夠打敗沒有生命的葛洛迪，在透過希梅羅的協助下將其王之證明挖出後便以其作為子彈對葛洛迪射擊。
其他登場作品：《爆上戰隊BoonBoomger formation lap 銀河系的處理屋》

#### 國王戰隊的協力者／相關者
修高達姆
拉克萊斯·哈斯提／ 大鍬形王者／ 王之大鍬形王者
演：矢野聖人／藤井優（少年時期）
基拉的哥哥，初現身時為修高達姆的國王。
能使用王者聖劍ZERO變身為大鍬形王者以及召喚神鍬形蟲ZERO。
過去受其父親科撒斯命令予基拉吃掉神鍬形蟲的修之神魂，其後亦從其父親口中知悉其家族假意效忠達格德多的一切，結果當其父親戰逝後亦同樣對達格德多假意表示忠誠，但同時為保護基拉而將其送進兒童福利院。
為了能夠打敗達格德多而設計一系列將自己塑造為奸角的計劃，然而在實行期間因基拉的意外現身而導致其計劃多次遭到阻撓，但同時亦因目睹基拉日漸強大的實力而藉此鍛練基拉。
在與基拉的第二場決鬥裁決中落敗並墜崖後亦在舒舒梅的協助下服用了卡古拉吉於首場決鬥裁決中調包予基拉的假死藥而進入瀕死狀態。隨後為更接近達格德多而假意成為其手下，而在達格德多將國王戰隊六人送到強龍者地球後成功迷惑帝王者地球的國民們，而拉克萊斯則以「修高假面」的身份重新統治修高達姆，其後在成功以「能消滅基拉的力量」的謊言獲得相應力量後便以其力量反攻達格德多，最後則與基拉聯手將之打敗。
後來在葛加恩受審時亦向李塔道出一切，而聽述其證詞的李塔後則對拉克萊斯判處死緩，期間拉克萊斯必須協助國王戰隊六人打敗達格德多，而最後在決戰後則成為葛加恩的囚犯。
杜加
演：森岡豐
初期為拉克萊斯的親信，並作為其護衛。
在巴格納拉克攻陷修高達姆時聽從拉克萊斯的命令逃逸，其後當拉克萊斯在與基拉的第二場決鬥裁決落敗後，杜加亦曾先後於恩科索帕、伊莎巴納以及陶夫應徵王室侍從，卻結果還是失敗，並且甚至差點成為葛加恩的階下囚。而最後當杜加回到修高達姆後亦在基拉的鼓勵下重新振作，並在基拉即位後則成為其親信。
波西馬爾
演：福澤重文
初期為拉克萊斯的親信，並作為其智慧參謀。
實際上在基拉吃掉神鍬形蟲的修之神魂的同時卻揭穿了擬態城堡護衛的卡梅吉姆，但結果反遭對方殺害甚至被取代身份在修高達姆擔任間諜。
後來被黛波妮卡引領回到生者世界協助國王戰隊與達格德多決戰，但不久便因死亡之門關閉而消失。
柯卡麗、布恩
演：星乃安娜（柯卡麗）、木曾源（布恩）
兩人皆為基拉的玩伴，並與其於兒童福利院成長。
柯夫基
演：川野快晴
修高達姆的研究學者，於第23集初登場。
初期奉拉克萊斯的命令在高加索獨角仙城堡內進行秘密研究；後來在知曉拉克萊斯於與基拉的第二場決鬥裁決中落敗後繼而協助國王戰隊六人解開城堡之謎。
科撒斯·哈斯提
演：中村獅童
修高達姆的前任國王，亦為基拉與拉克萊斯的父親，於第43集登場。
其家族為了能夠打敗達格德多而一直對其假意效忠，至於科撒斯則於一次假意表示忠誠時向其請求力量後，達格德多則對其妻子施法讓之懷有基拉。
後來因患病並有感自己時日無多，故施計予基拉吃掉神鍬形蟲的修之神魂意圖讓其成為打敗達格德多的道具，然而結果則被達格德多揭穿其心思，而最後在成功激活王者聖劍ZERO並變身為大鍬形王者與卡梅吉姆跟葛洛迪對戰時卻不幸戰逝。
萊尼奧爾·哈斯提
聲：中村獅童（分飾）
修高達姆的初代國王，於第49集登場。
被黛波妮卡引領回到生者世界協助國王戰隊與達格德多決戰，但不久便因死亡之門關閉而消失。
 恩科索帕
西奧卡拉
演：千綿勇平
陽馬的親信。
過去曾為製作假幣的小混混，而初時更對製作了驗鈔機的陽馬頗有不滿，後來因陽馬以敢於推陳出新的精神頂撞其當時的老大，而西奧卡拉亦反被陽馬的精神深受感動，最後更揍打兼且離開該老大後繼而選擇跟隨陽馬。
在陽馬於葛加恩服刑期間亦代理其統治者一職。
阿卡、烏斯帕、瑪尤塔
演：南北斗（阿卡）、岡野海斗（烏斯帕）、早川渚紗（瑪尤塔）
三人皆為恩科索帕的國民，同時亦身兼陽馬的後台支援。
過去曾為跟隨西奧卡拉製作假幣的小混混。
 伊莎巴納
塞巴斯贊
演：吉滿寬人（老年男性樣貌）／美波（原貌）
希梅羅的親信，與希梅羅關係密切的高級管家。
其本名為，實為擁有迷魂俊俏之樣貌的二十餘歲青年，然而其因卻對自己樣貌產生負罪感，甚至有自我了斷的念頭，結果反被希梅羅阻止，其後希梅羅亦向其賜予管家的身份，並且替其以特殊的妝容打扮為老年男性。
而在希梅羅於葛加恩的牢獄服刑期間亦代理其統治者一職，期間其體型似乎因進食過多而肥胖了不少，後來當希梅羅離開牢獄回歸伊莎巴納後，塞巴斯贊亦在當時與希梅羅被戈馬的忍術調換了身體的卡古拉吉帶領下外出勞動而回復原有體型。
在卡梅吉姆擬態希梅羅進行相親作戰時曾以原貌欺騙對方，結果在希梅羅被救起兼且將卡梅吉姆擊退後仍繼續以老年男性的樣貌擔任希梅羅的親信。

演：水島麻理奈
伊莎巴納醫療團隊的醫師長。

演：神里松莉
侍奉希梅羅的女僕長，並擅長近身格鬥。
迪伊多、梅達莉
演：克勞斯（迪伊多）、Durbrow有紗（梅達莉）
兩人為伊莎巴納的前任統治者，亦為希梅羅的父母，於第7集初登場。
在「神之怒」事件中救治傷者時被葛洛迪以神蠍子的毒液殺害；後期在國王戰隊與達格拉多決戰時被黛波妮卡引領回到生者世界救助傷者。
 葛加恩
摩露芳耶
演：長谷川霞
李塔的親信兼下任葛加恩統治者的候繼人。
個性膽小且愛玩，而初時因對李塔經常包辦所有工作而對其略有不滿，但同時亦藉此偷懶，後來經基拉訓斥後亦開始對李塔呈現體貼的一面。
其父母則為罪人，自己亦在牢獄中出生，而為了能夠解救仍在牢獄中的雙親而習得開鎖術，亦因而成為越獄的慣犯。
過往與李塔一同在法律學校學習；而在李塔進入牢獄服刑期間亦代理其統治者一職。
卡娜絲
演：
葛加恩的前君主兼世界中立法庭的最高裁判長，於第16集初登場。
在過往「神之怒」事件發生期間則知悉整個事情則由宇蟲五道化之一的葛洛迪所為，然而同樣亦因得知對方的不死身而無法對其進行審判，故為了能夠封印對方而藉着與其丈夫合謀設局以自己被希洛殺害之計劃離開王位，同樣地亦留下遺囑任命當時年僅10歲的李塔接任成為葛加恩的君主兼最高裁判長，隨後卡娜絲親自以其「冰之封印」的能力將葛洛迪與自己封印。
後來其封印則被卡梅吉姆與米龍加解除，並且隨即被卡梅吉姆殺害，但隨後葛洛迪亦曾利用其能力讓卡娜絲的遺體復活。
後期被黛波妮卡引領回到生者世界協助國王戰隊與達格德多決戰，並曾借用李塔的王者聖劍變身為蝴蝶王者戰鬥，但不久便因死亡之門關閉而消失。
希洛
演：飯田基祐
卡娜絲的丈夫，過往則為醫生，於第16集登場。
在過往「神之怒」事件後遵從其妻的意願，故設局讓自己以神蠍子的毒液殺害其妻兼且將其遺體收藏在葛加恩的某處，其後於李塔接任成為葛加恩的君主兼最高裁判長後便成為首位被其制裁的罪犯，而李塔亦以殺害卡娜絲之罪名判處希洛無期徒刑。
然而李塔仍每年替希洛進行一次陳述聽證會，而當於進行第15次陳述聽證會時，李塔則將作為殺害卡娜絲的毒液交予希梅羅比對而得知為神蠍子的毒液後，希洛才透露當年卡娜絲選擇假死的真相以及給予卡娜絲對李塔留下的訊息，而最後當李塔宣判希洛無罪釋放後，希洛便展開尋找卡娜絲的旅程，但最後似乎被逼替卡梅吉姆跟米龍加帶路前往卡娜絲與葛洛迪被冰封的所在地後繼而被對方殺害。
 陶夫
酷洛達
聲：鳥海浩輔／演：神前元
卡古拉吉的黑子親信。
會以附有臉部表情的黑色臉紗蒙臉，故其真面目不明。
後來在卡古拉吉於葛加恩被收押接受調查期間亦代理其統治者一職。
舒舒梅·迪波斯琪
演：加村真美
卡古拉吉的妹妺，於第14集初登場。
被卡古拉吉以能讓擬修之神優先出口至陶夫的合同下之交換條件而被送予拉克萊斯作為其候補婚約者，後來在拉克萊斯跟基拉於第二場決鬥裁決開始前則與拉克萊斯結婚。
曾有能夠嫁予如意郎君的夢想，而在被送到修高達姆的初期對拉克萊斯懷有殺意跟憎恨之心的她亦因而逐漸愛上了對方。
在國王戰隊與巴格納拉克及宇蟲王之戰鬥期間也會暗中協助拉克萊斯與卡古拉吉。
伊洛姬
演：雛形明子
陶夫的前任君主，於第37集初登場。
過去於在位期間因賞識卡古拉吉所種的米，故而邀請其遷進城堡內居住甚至向其授予為「王」之道。
後來在「神之怒」發生時得知其米糧則遭到投毒後，伊洛姬為保護陶夫的聲譽而選擇獨佔其米糧，而其舉動亦因而引起其國民的抗爭。隨後伊洛姬在進食以毒糧製作的晚餐後便縱火焚燒城堡以燒毁餘下的毒糧，更將其王之證明交予當時在場的卡古拉吉後便請求對方將之殺害，結果卡古拉吉卻不敢下手，而伊洛姬最後亦葬身火海。
後來葛洛迪在成為陶夫的支配者時亦復活了伊洛姬，而伊洛姬卻在城堡內與卡古拉吉單獨談話時再次要求對方將之殺害，然而最後在目睹卡古拉吉將葛洛迪擊退後隨即灰飛煙滅。
後期被黛波妮卡引領回到生者世界協助國王戰隊與達格德多決戰，並曾借用卡古拉吉的王者聖劍變身為胡蜂王者戰鬥，但不久便因死亡之門關閉而消失。

### 修之神
修之神，為與國王戰隊一同戰鬥的蟲型機械生命體，在兩千年前打敗巴格納拉克後便一直守護地球與人類。
每個修之神皆擁有修之神魂，然而神鍬形蟲的修之神魂則已被幼年的基拉吃掉並一直存在於基拉體內。
另外除了修之神外，還有名為擬修之神的人工機械蟲類替國民們進行一般工作。
然而所有修之神於與達格德多決戰中卻選擇犧牲自己，並留下其修之神魂予陽馬重建。
 神鍬形蟲
修高達姆的守護神，具有鍬形蟲外貌與特性。
其前顎可施放比其體重多達190倍的力量，能將被夾到的物體扔至遠方。
為帝王者的身驅與雙手臂。
在兩千年前打敗巴格納拉克後卻一直沉睡於修高達姆的中央廣場，直到基拉奪取了拉克萊斯的王者聖劍並自稱為「王」後則被喚醒。
基拉對其愛稱為。
有別於其他修之神，其修之神魂則於基拉年幼時則被其吃掉，並一直存在於基拉體內。
 神蜻蜓
恩科索帕的守護神，具有蜻蜓外貌與特性。
其擁有發達的大翅膀，能在空中敏捷地飛行的同時亦可以完成翻筋斗與急轉彎等的雜技動作；另外其複眼由30,000只小眼組成，故能夠觀看其2公里範圍的景物，藉此亦能有效地追蹤目標。
為帝王者的後翅膀以及修之神劍的組合之一。
 神螳螂
伊莎巴納的守護神，具有螳螂外貌與特性。
其作為鐮刀的雙前肢能出色地切割敵人；另外其觸覺可探測高達160,000赫茲的聲音，以有助搜尋被埋在瓦礫中的人類。
為帝王者的右腿。
 神蝴蝶
葛加恩的守護神，具有蝴蝶外貌與特性。
其翅膀表面擁有鱗粉保護，能夠在極寒天氣下維持長時間戰鬥，並且即使遇上惡劣天氣亦能繼續飛行；另外其配備在押送嫌疑人時的捕手；甚至能夠全身偽裝以進行隱蔽行動。
為帝王者的頭部以及修之神劍的組合之一。
 神胡蜂
陶夫的守護神，具有胡蜂外貌與特性。
除了能以其尾端的大螫針貫穿敵人外，亦能畫出六邊形的屏障以保護盟友。
為帝王者的左腿。
神蜘蛛
具有蜘蛛外貌與特性的雙個體修之神，卻其身體配色位置彼此相反。
能噴出粘性的蜘蛛絲以阻止敵人活動。
為帝王者的胸甲及腹甲。
神瓢蟲
具有瓢蟲外貌與特性的雙個體修之神。
擅長在空中飛行時擾亂敵人的戰術。
於合體為帝王者時均各依附在帝王者的手臀上作為能量儲存庫，並能將自己所攝入體內的油脂轉化為能量後供應予帝王者。
神螞蟻
具有螞蟻外貌與特性的修之神。
擅長大膽地撲向敵人，並對敵人四處撕咬的作戰；另外亦能背負較其身驅更大型的物體。
為帝王者的修之神劍組合之一。
三大守護神
被稱為「地球的秘寶」，為傳說曾於2,000年前拯救地球時與帝王者合體為傳奇帝王者的三個修之神，然而據聞三大守護神因厭倦與人類交流而選擇分道揚鑣。
神獨角仙
具有獨角仙外貌與特性的修之神，於第3集初登場。
擅長以堅硬的身軀猛烈撞擊，另外犄角尖端亦能發射高效能的導電炮；而與帝王者合體時則為依附於帝王者的右手臂，並作為其武器獨角仙加農炮。
因不明原因被拉克萊斯發現，並經陽馬改造後則讓其順從拉克萊斯。後來拉克萊斯為能逮捕基拉而向有預謀的卡古拉吉借出神獨角仙作戰，然而最後神獨角仙在基拉跟神鍬形蟲的說服下恢復原有意識，並選擇與其並肩作戰，然而實際上神獨角仙最後成為基拉的同伴亦為拉克萊斯的計劃內。
基拉對其愛稱為。
神蠍子
具有蠍子外貌與特性的修之神，於第6集初登場。
擁有發達的大尾巴，而其尾部的螫針能夠向敵人注射名為修之神毒液的特殊毒液；另外其作為雙前肢的大钳亦能夠有效地破壞及剪断障礙物；而與帝王者合體時則為依附於帝王者的左手臂，並作為其武器蠍子爪，擅長近戰爪擊，另外當蠍子爪儲存足夠的能量時便會自燃黃金火焰進行爪擊。
基拉對其愛稱為；而希梅羅對其愛稱則為。
對神獨角仙單方面暗戀。
其初時藏於葛加恩的某處，後來卡梅吉姆於國王戰隊與蟻獅茲姆戰鬥時便潛進澤伯恩城堡施襲並且找到其修之神魂。隨後卡梅吉姆則携著其修之神魂來到修高達姆與基拉對質，結果在戰鬥期間其修之神魂卻落入卡古拉吉手中，但最後被基拉奪取並召喚之，然而神蠍子因自身不相信人類而對與包括神獨角仙在內的大部分修之神注射毒液後逃逸。隨後神蠍子為了解救當時仍未能活動並且被薩納吉姆抬走的神獨角仙而再度現身且攻擊，而最後神獨角仙則跟所有被神蠍子注射毒液的修之神被恩科索帕與伊莎巴納兩國團隊合力下治癒；而神蠍子亦在希梅羅的說服下選擇與國王戰隊並肩作戰。
神蝗蟲
具有蝗蟲外貌與特性的修之神，於第8集初登場。
擁有發達的肢體，除了擅長踐踏敵人的戰鬥方式以及能夠以後肢在雲層上跳躍外，亦能準確地搜索著陸點並以猛烈的頭部擊碎障礙物；而與帝王者合體時則會作為蝗蟲盔甲，並依附於帝王者的胸部與雙腿。而雙腿的蝗蟲盔甲能夠提升帝王者的跳躍能力，並且當帝王者俯向敵人後亦能以胸前的蝗蟲盔甲將其壓制。
對神蠍子單方面暗戀；而基拉對其愛稱為。
神鍬形蟲ZERO
於第6集初登場。
為大鍬形王者的修之神，其外貌與神鍬形蟲相似卻其體色不同。
 神狼蛛
具有塔蘭托狼蛛外貌與特性的修之神，於第13集初登場。
其擁有八發達的大腿，並能使用其前肢進行連續斬擊；另外從其尾部發射的蜘蛛絲除了能夠捕捉敵人外，亦能夠操控其他修之神並進行聯動攻擊。
另外杰拉米曾利用神狼蛛的絲線強行與傳奇帝王者合體，但因為當時是在缺乏王者皇冠的情況下以絲線強行合體，因此處於容易解除合體的極度不穩定狀態。
狼蛛骑士
為神狼蛛獨自變形的大型機械人型態，於第15集初登場。
其配備武器為狼蛛破壞者，可發射蜘蛛絲進行捕捉及攻擊敵人；而其雙肩亦配備可活動自如的狼蛛臂，有助反擊突然遇上的攻擊；此外其頭部的護目鏡亦能快速讀取敵人的動作。
守護者武器
為能變形为帝王者、狼蛛騎士或國王高加索獨角仙武裝的修之神。
滾動守護者
於第2集初登場。
為陽馬利用巴格納拉克的鼠婦茲姆之遺骸製造的修之神，故具有鼠婦外貌與特性。
具充電能力，可儲存其於滾動時所產生的靜電。
能變形為鐵球型武器滾動流星鎚，整个身体可以像雷擊般將敵人擊碎。
蝸牛守護者
具有蝸牛外貌與特性的修之神。
其底部装有轮子，並且其移动速度极快。
能變形為槍械蝸牛加特林，能透過與槍口融合的攪拌桶形外殼以每分鐘發射約2,600發子彈將堅硬的障礙物粉碎。
蜈蚣守護者
具有蜈蚣外貌與特性的修之神，於第13集初登場。
擁有細長的靈活身體，能夠輕鬆潛入狹窄的空間。
能變形為鏈鋸型武器百足鏈鋸，以鋒利的足部作為齒狀刃劈開敵人。
蟬守護者
具有蟬外貌與特性的修之神，於第13集初登場。
其背部的翅膀可透過劇烈振動在周圍產生特殊的超聲波，並能向盟友傳遞秘密訊息。
能變形為雙刃型武器·鳴蟬刀，以雙翅膀作為刀刃進行斬擊。
大兜蟲守護者
具有長戟大兜蟲外貌與特性的修之神，於第23集初登場。
會以其銳利的角作為武器大膽地進入戰場，並能製造樹型能量屏障封鎖敵人行動。
能變形為斧型武器大兜蟲斧，以金色的刀刃對大型障礙物進行斬擊。

#### 合體型態
帝王者
為神鍬形蟲、神蜻蜓、神螳螂、神蝴蝶、神胡蜂、神蜘蛛*2、神瓢蟲*2、神螞蟻共同合體的大型機械人。
其武器為昆蟲劍·修之神劍，以狂野劍術及無視變幻莫測的戰鬥方式將敵人擊敗。
獨角仙帝王者
為帝王者與神獨角仙的合體型態，於第4集初登場。
蠍子帝王者
為帝王者與神蠍子的合體型態，於第7集登場。
蝗蟲帝王者
為帝王者與神蝗蟲的合體型態，於第9集登場。
傳奇帝王者
為帝王者與三大守護神的合體型態，於第10集正式登場。
能化為光粒子並以光速移動，並且其胸前亦能釋放黃金光線將敵人消滅。
究極帝王者
為傳奇帝王者與神狼蛛共同合體的大型機械人，於第18集初登場。
須透過王之鍬形蟲王者以王者皇冠操作，而其特點則為以四只狼蛛腿進行高速拳擊以及透過其肩上的究極大炮進行轟擊。
而當王之鍬形蟲王者釋放王者皇冠的力量時，所有修之神則會產生共鳴並充能，而最後其能量亦從究極帝王者身上所有炮口釋放將敵人擊敗。
神帝王者
為究極帝王者與五個守護者武器以及帝王高加索獨角仙合體的王者型大型機械人，於第25集初登場。
由陽馬對帝王高加索獨角仙進行改良後的合體型態，另外在合體時所有修之神體內的駕駛艙必須有已獲得修之神認可的人操作才可發揮最大效能。
擅長以融合各修之神的特性以配合進行眼花繚亂的攻擊，並且即使在最惡劣的環境下也能以無與倫比的動力運行。
當神帝王者以及修之神劍在神螞蟻的引領下充滿能量時便會伴隨著神之光芒，最後以融合神之輝煌的修之神劍將敵人擊敗。
帝王者ZERO
為神鍬形蟲ZERO與其他9個人工修之神合體的漆黑王者巨型機械人，於第10集初登場。
其武器為昆蟲劍 修之神劍ZERO，以理性的戰鬥方式將敵人擊敗。
為修高達姆長年高度機密的研究結果，可通過王者聖劍ZERO的數據而擁有可超越帝王者的戰鬥能力。另外帝王者ZERO亦可按照王者聖劍ZERO的指令，即使所有駕駛艙亦在沒有駕駛者的情況下亦能以自動模式戰鬥。
原為被拉克萊斯視為對抗達格德多的王牌，因為它作為人造之神而不會遭到達格德多操控，然而最後卻被當時仍未知曉宇蟲王存在的國王戰隊六人以究極帝王者摧毀。
王之強龍神
為獸電龍加布提拉與神蜻蜓、神螳螂、神蝴蝶以及神胡蜂合體的大型機械人，於第34集初登場。
能伴隨森巴舞節奏歡快地跳舞以與敵人交戰，而當其操縱者將各自的「Brave」注入修之神劍後其便會自燃，並以灼熱的迴旋斬對敵人斬擊。

### 地帝國 巴格納拉克
地帝國 巴格納拉克，「狹縫之國」，為擁有蟲類特徵的地球地底種族。
其與人類同樣為來自異星的移民，而其原居星球則被宇蟲王達格德多煽動破壞後而成為廢墟，至於倖存的巴格納拉克亦移居至地球的生活。
後來亦因宇蟲王的煽動下被人類蒙上侵略地球的罪名而憎恨人類，甚至對人類展開戰爭，但最後戰敗，然而因應預言「巴格納拉克會於两千年後復活」，故巴格納拉克亦於預言之年復甦並向地面進行大規模的攻擊。
另外其生命體的遺傳基因則與人類相似，卻為了讓自己變得更強大甚至會吞吃修之神魂以增強力量或巨大化，然而相對的是其壽命亦會縮短。
故事初期的統始者為迪斯納拉克8世，後來當其被卡梅吉姆刺殺後則由傑拉米·布拉謝利繼任其王位，同樣地巴格納拉克亦在獲得其他五個國家的統治者的認可下正式成為地球的第六個國家。
迪斯納拉克8世
聲：志村知幸
巴格納拉克的初期統治者，擁有蚯蚓外貌與特性。
他將對人類的仇恨轉化為巨大的力量，甚至指使部下就算牺牲性命也要令人类死亡、终结，儘管如此其仍有溫柔的一面。
能夠自由操控其身上的觸手以施展強大的鞭擊以及可透過吸取土壤中的養分後將其轉化為力量。
初時正尋找地球的秘寶－三大守護神以改寫人類與巴格納拉克之間的力量平衡，期間更因知悉基拉擁有能與修之神溝通的能力而以其為目標，故甚至在五國地底設置能孵化為巨大怪物的巨型繭以要脅基拉。
後來在傑拉米的繫線下與拉克萊斯進行和平談判，然而兩人的交涉則為互相勾結，甚至從對方獲得修高達姆的技術以復活戴戈格。
其後於戴戈格被打敗後，迪斯納拉克便命令螯蝦茲姆下挖通往地球核心的隧道，並且在隧道竣工後便吞吃數顆修之神魂巨大化兼且跳進地球核心內透過吸取核心的養分以毁滅地球，但最後則被神帝王者及時阻止並帶回地面。
而當迪斯納拉克被神帝王者打敗並恢復至原有體型大小後，傑拉米卻向其提出決鬥，結果於決鬥中被打敗的德舒納拉克須讓王位予傑拉米，其後基拉卻為人類誤解巴格納拉克一事向其道歉，而經傑拉米跟基拉的說服後迪斯納拉克亦遭受感化並選擇放下屠刀。未料卡梅吉姆利用其長針杖限制迪斯納拉克的行動，而天空亦出現一道金色光芒將迪斯納拉克化為灰燼，而迪斯納拉克在臨終前更鼓勵傑拉米成為巴格納拉克的「王」。
後來被黛波妮卡引領回到生者世界協助國王戰隊與達格德多決戰，而最後亦將卡梅吉姆帶回死亡之國。
傑拉米·布拉謝利
參照國王戰隊帝王者。
卡梅吉姆
參照宇蟲五道化。
尼菲拉
聲：井上喜久子
擁有蜘蛛外貌與特性的巴格納拉克女性，亦為傑拉米的母親，於第12集初登場。
其全名為「尼菲拉·伊多莫納拉克·涅」，於約2,000年前與其中一位拯救人類的英雄墜入愛河後便跟隨對方一同私奔，其後更誕下傑拉米。
後來在巴格納拉克的內戰中為阻止戰爭持續，雖成功重傷戴戈格但反被其他對手視為攻擊對象，最後仍不敵其而逝世，臨終前更將自己的毒液混合射手交予傑拉米。
然而葛洛迪曾以復活尼菲拉的遺體試圖煽動國王戰隊的內訌，但結果反被對方以即興戲碼成功戲弄達格德多，至於尼菲拉的遺體則於巨大化後被神帝王者擊敗。
後期被黛波妮卡引領回到生者世界協助國王戰隊與達格德多決戰。
戴戈格
聲：高口公介
巴格納拉克的將軍，擁有大黑黃金甲蟲的外貌與特性，於第17集初登場。
於過往巴格納拉克的內戰中單憑自己亦能以其斧型武器將數萬名敵人一拼打敗，故亦有「一擊將軍」的外號。後來被傑拉米的母親尼菲拉重傷至瀕死狀態，其後因迪斯納拉克從拉克萊斯獲得修高達姆的技術兼且利用其自身提供的養分讓戴戈格復活。
其後在拉克萊斯被基拉擊敗並下落不明後，戴戈格便再次進攻修高達姆，而他亦從不明途經獲得三大守護神與神狼蛛的修之神魂並吞下之，故而急劇巨大化，甚至連帝王者亦不能作為其對手，然而最後則被王之鍬形蟲王者操控的國王高加索獨角仙擊敗而死。
怪茲姆
具备蟲類基因的怪人。
蜉蝣茲姆
聲：關智一
具有蜉蝣外表與特性的怪茲姆，於第8集初登場。
擁有擬態他人外表的能力，而其本身似乎並沒有實體。
曾於基拉與拉克萊斯的決鬥裁決中偽裝陽馬欺騙基拉，導致基拉被修高達姆的國民們誤會其已投靠巴格納拉克，其後蜉蝣茲姆於巨大化並大肆破壞修高達姆時被神蝗蟲重擊。
後來卻遭到迪斯納拉克與卡梅吉姆的唾棄，隨後蜉蝣茲姆在潛進恩科索帕時將斯奧卡拉弄暈並偽裝其跟隨陽馬前往修高達姆，但結果還是意外敗露自己的原貌。其後蜉蝣茲姆為了不想被別人證明自己是半吊子，故吞下修之神魂將自己巨大化與神狼蛛及變身為蜘蛛古莫諾斯的傑拉米對決，但最後因被傑拉米發現其意欲而反被對方設局假殺並被救起，其後便開始跟隨傑拉米。
薩納吉姆
巴格納拉克的兵卒。
具有蟲蛹的特性，能夠無限增值。
以鏟子外型的銃作為武器。

### 宇蟲王
為來自宇宙的侵略者，在人類與巴格納拉克之間的戰爭完結的兩年後正式進攻地球。
為於約兩千年前挑撥人類與巴格納拉克戰爭的幕後元兇，而過往亦曾在多個星球上以煽動民族仇恨甚至戰爭的方式讓該星球滅亡。
達格德多·杜迦魯丹
聲：石田彰
自稱「宇蟲王」，於第27集初登場。
擁有不死身及無限的力量，並聯同其部下－宇蟲五道化以於多個星球煽動戰爭而導致其滅亡作為其清掃遊戲，而其本體則為於其頭部的緩步動物外貌之生物。
在正式進攻帝王者地球後則屢次挑撥爭執，後來反遭國王戰隊以即興戲碼設局玩弄後，對此不服的達格德多則將他們送往強龍者地球，並且於國王戰隊在強龍者地球期間則成功攻陷帝王者地球。
而在宇蟲五道化皆各被國王戰隊驅逐以及戈馬死亡後則被拉克萊斯欺騙請求「可殺死基拉的力量」，結果在賜予力量後則遭其反擊，隨後被拉克萊斯與基拉聯手打敗，然而後來在國王戰隊攻擊米龍加時亦藉米龍加的扭曲時間之能力從其體內重生。
而最後在與國王戰隊的決戰中卻被神帝王者重擊，隨後更被國王戰隊六人攻擊其本體而死。
宇蟲五道化
為達格德多的五名部下。
戈馬·羅薩利亞
聲：山路和弘
通稱「之戈馬」，於第27集初登場。
擁有天牛外貌與特性的忍者，有着閱讀書籍《忍者入門》的嗜好，而使用武器為一對觸鬚般的雙劍。
能夠使用忍術將他人的靈魂、技能及性格等與他方甚至自己調換，然而當他自身遭到攻擊後，其忍術則會被解除。
在達格德多成功攻陷地球後則成為葛加恩的支配者，並且將其囚犯們的性格調換，然而最後則遭到李塔成功反擊。
最後於國王戰隊第二次進攻被希露比露支配的恩科索帕時卻被希露比露預先洗腦，其後在希露比露即將被國王戰隊擊敗時被其呼喚後以忍術與希露比露的位置調換，繼而替代其被消滅。
希露比露·麗淇
聲：澤城美雪
宇蟲五道化中唯一的女性，通稱「籠絡之希露比露」，於第27集初登場。
擁有水蛭的外貌與特性，能夠利用言語對他人進行洗腦，但其能力似乎有一定的限度；而其身體尤為靈活，可伸縮自如地進行捆綁及鞭擊，並能夠從其身上的多個嘴巴發出強烈的衝擊波。
在達格德多成功攻陷地球後則成為恩科索帕的支配者，並且透過駭進其國民的設備予之洗腦，甚至透過對斯奧卡拉洗腦以逼使陽馬將頂點電腦摧毀，結果在國王戰隊再次進攻恩科索帕時被對方逼上絕路，然而希露比露在對戰前聽取了拉克萊斯的詭計而對戈馬洗腦，故在即將被對方擊敗時呼喚戈馬以忍術調換位置而逃脫。
後來她亦再次在修高達姆內煽動爭鬥，期間她更以自我暗示的方式將自己巨大化，但最後還是被基拉與陽馬合力操縱的帝王者消滅。
米龍加·莫茲
聲：關智一（分飾）
通稱「隱匿之米龍加」，於第27集初登場。
擁有蓑蛾幼蟲的外貌與特性，會以其粗壯的雙手臂進行力氣攻擊；而自身亦能以其扭曲時間之能力修改他人的身體甚至心智之年齡以及將他人帶來其所在的時間線。
最後被李塔藉着卡古拉吉的協助下以「冰之封印」凍結。
卡梅吉姆·溫卡
聲：三木真一郎
初現身為巴格納拉克的宰相，以研究昆蟲型機械生命形式策劃了多個的邪惡策略，實為宇蟲五道化的其中一員，而其通稱為「虛飾之卡梅吉姆」。
擁有黃腹飛蝨的外貌與特性，其武器則為一把長針杖，並且能夠擬態他人。
在殺害科撒斯的親信波西馬爾後便冒充其身份在修高達姆擔任間諜，然而最後在基拉與拉克萊斯進行第二次決鬥裁決時則意外揭穿了自己的偽裝。
後來在迪斯納拉克被傑拉米跟基拉感化時刺殺迪斯納拉克，並且吞吃一顆修之神魂巨大化後則與神帝王者對戰，但最後仍不敵對方而被打敗。
其後於兩年後則跟隨達格德多進攻地球，並且成功攻陷巴格納拉克。
在達格德多成功攻陷整個地球後則成為伊莎巴納的支配者，並且更擬態伊莎巴納的醫生對其國民投毒以製造恐慌，甚至對回到伊莎巴納的希梅羅投毒及囚禁於其城堡的地下室後擬態其，隨後更對外宣稱為誕下伊莎巴納的下任繼承者而決定舉行相親會，藉此誘騙其他國王們前往伊莎巴納後意圖將之刺殺，結果則遭到被救起的希梅羅反擊後逃脫。
而最後在與國王戰隊的決戰中則先後被蜘蛛古莫諾斯、大鍬形王者及迪斯納拉克重擊，其後更被迪斯納拉克帶往死亡之國。
葛洛迪·萊科迪姆
演：天野浩成
通稱「靜謐之葛洛迪」，於第30集正式登場。
擁有彩蚴的外貌與特性，熱愛「死亡」的他亦擁有能讓死者暫時復活之能力；而其武器為一把大型鐮刀Sickle Seeker，能夠將被其斬擊之物腐壞化。
為達格德多為求「殺戮」而製造，在過往亦曾於巴格納拉克的原居星球引發災難導致星球滅亡；後來在地球亦聽從達格拉多的命令引發「神之怒」，期間甚至利用神蠍子的毒液殺害希梅羅的父母以及對陶夫的米糧投毒。隨後在葛加恩的前任君主卡娜絲亦知悉無法對不死身的葛洛迪進行審判，故曾以「冰之封印」將自己與葛洛迪一同封印，但後來其封印則被卡梅吉姆與米龍加解除。
在達格德多成功攻陷地球後則成為陶夫的支配者，並且再次對陶夫的米糧投毒，甚至試圖以毒糧製作的食物給予當時飢餓的基拉、陽馬與希梅羅，然而卻被希梅羅識破，隨後更被變身後的卡古拉吉擊退。
後來在被希梅羅使用王之證的力量斬擊時其身體卻排出大量修之神魂，而希梅羅亦在化驗該修之神魂後證實葛洛迪為單憑自己的復活能力行動的已死亡體。隨後葛洛迪在被傑拉米注入作為其王之證明的「永遠之生命」後卻再次引發「神之怒」，所幸的是在國王戰隊及時疏散其國民們後便駕駛神帝王者將其大量蟬型修之神遺骸消滅，而最後葛洛迪在自行巨大化後卻不敵對方攻擊而被送往死亡之國。

### 其他角色
莫芬
聲：大塚芳忠
為伊莎巴納動畫《與莫芬在一起》的主角，亦為李塔最愛的動畫角色。
黛波妮卡
演：佐倉綾音
死亡之國·哈卡巴卡的嚮導，於第49集登場。
在國王戰隊與達格拉多決戰時則引領逝者們回到生者世界提供協助。

#### 強龍者地球
獸電戰隊強龍者
為與亡領軍對抗的戰士們。
在達格德多將新亡領軍領導者兜武神亡領帶到強龍者地球後，除了為追擊達格拉多而前往宇宙的King／強龍紅跟強龍金以及來自未來的Prince外，其餘人皆因被亡領軍奪去了「Brave」以及獸電龍被其捉走並且遭到囚禁而無法變身，直到希梅羅彈奏《地球旋律》以激勵人們後，其「Brave」亦隨之恢復。
Prince／ 王之強龍紅
演：川名輪太郎
，來自未來的次世代戰士，有著成為國王的意向。
其本名為「桐生 大吾郎（きりゅう ダイゴロウ）」，為King與艾美的兒子。
被未來的強龍者送至伊恩等人的時空接受訓練，並由宗司負責鍛鍊他。
雖擁有強大的戰士潛質與「Brave」，然而初時因其「Brave」尚未覺醒而無法變身。後來在與基拉的戰鬥中獲勝後，從基拉體內湧現的神鍬形蟲力量則注入其獸電池內，最後能成功以王者龍咬聖劍及神鍬形蟲獸電池變身為王之強龍紅。
後來為找尋加布提拉而乘坐普雷祖翁前往帝王者地球，而最後在接走加布提拉後離去。
桐生 大吾（きりゅう ダイゴ）／ 強龍紅
聲：龍星涼
，亦為Prince的父親，暱稱。
在達格德多離開強龍者地球後便與強龍金前往宇宙追擊他。
伊恩·約克蘭（Ian Yorkland）／ 強龍黑
演：齊藤秀翼
。
是位考古學家，目前仍在強龍者地球進行歷史考察的工作。
有働 伸治（うどう ノブハル）／ 強龍藍
演：金城大和
。
與嘉迪莉娜為情侶關係，並且兩人已準備結婚。
立風館 宗司（りっぷうかん ソウジ）／ 強龍綠
演：鹽野瑛久
。
在Prince被送到其時空時亦負責鍛練他。
艾美·結月（アミィ ゆうづき）／ 強龍粉紅
演：今野鮎莉
，亦為Prince的母親。
在獸電龍被草履魔囚禁時亦親自找尋牠們，然而在抵達其囚禁地點時卻遭到草履魔的攻擊，所幸的是及時被前來的Prince跟基拉解救。
 強龍金
聲：丸山敦史
。
在達格德多離開強龍者地球後便與King前往宇宙追擊他。
獸電龍
 加布提拉
原為／強龍紅的獸電龍拍擋，後來King則將加布提拉托付予Prince。
其後在國王戰隊返回帝王者地球時卻偷偷登上神高加索獨角仙，並且在神鍬形蟲負傷時亦願意代替其與其他修之神合體為王之強龍神戰鬥。
最後被來到帝王者地球的Prince接走後離去。
 史泰戈奇
伸治／強龍藍的獸電龍拍擋。
 多莉琪拉
艾美／強龍粉紅的獸電龍拍擋。
 普雷祖翁
可於宇宙空間飛行的獸電龍。
強龍者的協力者／相關者
嘉迪莉娜
聲：戶松遙
原為亡領軍一員，離開後則選擇輔助強龍者。
與伸治為情侶關係，並且兩人已準備結婚。
拉庫洛
聲：折笠愛
原為亡領軍一員，離開後則選擇輔助強龍者。
傑特
演：島津健太郎
侍奉艾美的管家，目前在農場種植農作物。
福井 理香（ふくい りか）
演：榎本遙菜
伸治的侄女。
福井 優子（ふくい ゆうこ）
演：木下亞由美
伸治的妹妹，亦為理香的母親。
亡領軍
兜武神 亡領
聲：江川央生
被達格德多帶到強龍者地球的新亡領軍領導者。
為求完全復活及更強大力量而在強龍者地球收集眾多人類的「Brave」以致對方失去幹勁，而伊恩等人亦因被其奪去了「Brave」以及獸電龍被其捉走並且遭到囚禁而無法變身。
最後與已恢復變身的強龍者們跟國王戰隊決戰，而在巨大化後仍被強龍神與帝王者聯手消滅。
迪波·聖金
聲：武內駿輔
兜武神亡領的手下。
其身上夾雜了前代亡領軍戰騎與神官的身體特徵，亦因而具備所有感情。
其武器為一把名為冰結杖的三叉戟，藉此收集人類的「Brave」。
最後被王之強龍紅與鍬形蟲王者聯手消滅。
草履魔
亡領軍的兵卒。

## 國王戰隊的裝備
共同裝備：
王者聖劍
音效：谷山紀章
為除了拉克萊斯與傑拉米外其他國王所持有的劍型變身器兼武器。
只有國王才能擁有並使用的王劍，同時亦象徵王者的證明。
其劍格部分為五種昆蟲軀體特徵的變身及施放招式之發動裝置，分別為 鍬形蟲的前顎、 蜻蜓的腹部、 螳螂的鐮刀狀前足、 蝴蝶的翅膀以及 胡蜂的尾部。
國王可以通過聖劍召喚修之神；另外即使持劍者並非國王時，如持劍者在手持聖劍時其劍身則會發出光芒後，也代表該持劍者已獲得修之神的認可。
王鎧武裝·凌牙一閃
為陽馬以其超級電腦「天上天下唯我獨尊」破解了王者聖劍的隱藏指令後而覺醒之強化力量，於第39集首次使用。
能讓使用者以與其相應的修之神特徵攻擊，但相對的是會對使用者的身體造成強大負擔。
國王武器
為除了傑拉米外其他國王所持有的盾型武器。
除了可以作為盾牌使用外，亦可變形多種武器模式：
「劍」模式
適用於近戰的變形模式。
「薙刀」模式
與王者聖劍組合的模式，適用於中距離戰鬥，主要由鍬形蟲王者使用。
「銃」模式
適用於中距離射擊的變形模式，主要由蜻蜓王者使用。
「鐮」模式
適用於近戰的模式，並能透過與王者聖劍組合以增強力量，主要由螳螂王者使用。
「弓」模式
適用於超遠距離射擊的變形模式，主要由蝴蝶王者使用。
「爪」模式
適用於超近距離格鬥的變形模式，主要由胡蜂王者使用。
王之證明
為隱藏著強大力量的王者象徵。
-  修高達姆：王者皇冠
-  恩科索帕：耳飾型；為操縱雷電的力量
-  伊莎巴納：箍冠型；為收割生命的鎌刀
-  葛加恩：手飾型；為施放大量冷凍氣體的秘術「冰之封印」
-  陶夫：項鏈型；為製造高溫火焰的力量
-  巴格納拉克：為能讓持有者不死不老的紫紅色石頭「永遠之生命」

個人裝備：
 鍬形蟲王者
王者飛車
為鍬形蟲王者的鍬形蟲外型飛行摩托車，於第2集初登場。
王者龍咬聖劍
於第32集初登場。
原為強龍者的Prince／王之強龍紅的獸電劍兼變身器，然而因Prince的魯莽導致其劍身損毀，隨後陽馬替Prince修復聖劍時並添加了來自修之神的特殊紅色塗層，故而讓聖劍有更強韌的耐久力；另外陽馬亦根據其額外製作另一把王者龍咬聖劍給予基拉。
 大鍬形王者
王者聖劍ZERO
為大鍬形王者的劍型變身器兼武器。
有別於王者聖劍，其外觀皆以黑色與金色為主。自兩千年前首任修高達姆的國王開始便一直流傳至今，而該聖劍亦只有繼承了哈斯提家族血脈的成員才可使用。
 蜘蛛古莫諾斯
蜘蛛之暴殺者
音效：超学生
為傑拉米／蜘蛛古莫諾斯所持有的蜘蛛型短劍武器兼變身器，於第11集初登場。
其鋒利程度可斬斷高強度的鋼絲，並且可配合毒液混合射手以及古莫諾斯鑰匙以發揮特殊技能。另外，蜘蛛之暴殺者亦擁有製造讓敵人感受到的假象攻擊。
為傑拉米的王之證明之一，並且與王者聖劍同樣即使持劍者並非國王時，如持劍者在手持聖劍時其劍身則會發出光芒後，也代表該持劍者已獲得修之神的認可。
毒液混合射手
音效：超學生
為傑拉米／蜘蛛古莫諾斯所持有的铳型武器，於第11集初登場。
原為傑拉米的母親尼菲拉所擁有，而尼菲拉則在臨終前將毒液混合射手交付於傑拉米，亦為傑拉米的王之證明之一。
古莫諾斯鑰匙的力量可發揮相應的毒液射擊，並且與蜘蛛之暴殺者同樣擁有製造讓敵人感受到的假象攻擊能力。
古莫諾斯鑰匙
為傑拉米／蜘蛛古莫諾斯所持有并用以釋放力量的鑰匙道具，分別作為变身、必杀、召唤之用。
強化裝備
王者皇冠
於第18集初登場。
為鑲有六顆寶石的皇冠外型變身器，亦為修高達姆的王之證明。
王者騎槍
外觀為紅色的騎槍型武器，於第18集初登場。
能與王者皇冠組合為，可聯合修之神的力量發動必殺技「帝王者終結」。
大型機械
高加索獨角仙城堡
具有高加索南洋大兜蟲外貌的堡壘，亦能變形為坦克型太空船神高加索獨角仙以及大型機械人帝王高加索獨角仙。
為修高達姆皇族「哈斯提家」的居所，平時會豎立於修高達姆城鎮的半空，並設有升降機連接地面與城堡。
而在變形為大型機械人帝王高加索獨角仙時須透過繼承「哈斯提家」血統的家族員使用王者皇冠騎槍激活，變形後則具備更強大的力量與韌性及以強烈的拳擊進行戰鬥，並且擁有以融合修之神力量的自我修復系統。另外在合體為神帝王者時其體積大小則會壓縮至原有的四分之一。

## 設定

### 地理
地球
此作的舞台星球。
原為荒無人煙的星球，而人類與巴格納拉克一族皆為來自異星的移民。
據傑拉米在強龍者地球觀察該處的強龍者遺跡而假設：在過往有一部分強龍者地球的人類為逃避當地的種族鬥爭而乘坐神高加索獨角仙移居至宇宙中的一顆星球，後來亦因思念自己的故鄉星球而將該星球取名為「地球」；至於巴格納拉克亦因其原居星球被宇蟲王達格拉多的煽動破壞下而淪為廢墟，其後倖存的巴格納拉克則移居至地球。
 修高達姆
蘊藏最強修之神的「工業之國」以及「一切起始之國」。
其設有四棵巨型的機械樹，另外神鍬形蟲在被基拉喚醒前則為沉睡於其中央的廣場。
除了擁有繁榮的工業外，亦為擁有大量士兵的最強之國，故其統治者亦可因應緊急情況而派遣士兵支援其他國家。
 恩科索帕
「科技之國」。
其設施及文化皆由電子操作，形成了通過智慧手機及個人電腦的訪問操作，故當地國民能夠靈活地運用其科技設備。
另外恩科索帕亦開發了適用於國內甚至其他國家的通信科技，同樣地亦會向其他國家提供相應的科技。
 伊莎巴納
「藝術與醫療之國」。
其地理環境及建築絢爛華麗，並且遍布花海，而當地國民可使用天鵝船或貢多拉經水路往返其國家各處。另外其位於中央的島嶼則有可活動的巨型花瓣圍繞，而希梅羅所居住的弗拉普塔爾城堡亦竪立於該處。
該國同樣擁有先進的醫療設備，甚至能夠向其他國家提供援助。
 葛加恩
「冰雪之國」，為氣候極寒並且長年積雪的銀色世界。
該國同樣作為保持各國中立的國際法庭，所有國際罪犯皆被帶到該處接受審判。
 陶夫
「農業之國」。
擁有豐富的飲食文化，當地國民能夠有效地利用氣候及地理環境種植各種農作物作為膳食，並且能向其他國家提供食糧。

#### 地標／文化
修高達姆
高加索獨角仙城堡
參照大型機械。
 恩科索帕

陽馬所居住的堡壘。
 伊莎巴納

希梅羅所居住的堡壘。
《與莫芬在一起》
為伊莎巴納的國民為了能安撫當時年紀尚小且失去父母的希梅羅而製作的動畫。

伊莎巴納的諺語。
意釋。
 葛加恩
澤伯恩城堡
李塔所居住的堡壘兼國際罪犯接受審判時的法院。
 陶夫

卡古拉吉所居住的堡壘。
該堡壘四周皆被梯田包圍，另外其後方則為可播放影像的巨型屏風。

### 其他用語
五人的英雄
為此作時間點約兩千年前，地帝國·巴格納拉克突然出現並向人類宣戰，故當時則有六名戰士為能對付巴格納拉克而挺身出戰。
然而由於其中一名戰士愛上了巴格納拉克一方的女性，兩人因此成為同時不被人類與巴格納拉克接納的存在，而相關的歷史也因此被抺除；至於餘下的五人則與修之神聯手打敗了巴格納拉克，並各自建立王國。
《帝王者的傳說》
由傑拉米根據約兩千年前五人的英雄與巴格納拉克之間的戰鬥而記載的故事，但因傑拉米的描述不當卻導致人類與巴格納拉克兩方長久以來的誤會。
神之怒
為大量來歷不明的蟬型修之神侵襲各國的災害。
實為當時修高達姆的國王科撒斯·哈斯提則企圖利用基拉的力量對達格德多發動叛變，殊不知已知悉其計劃後的達格德多便派遣卡梅吉姆與葛洛迪處決科撒斯，並且為了殺雞儆猴而命令葛洛迪引發災害。
當時伊莎巴納的人民因此傷亡慘重，同樣地當時希梅羅的父母卻在治療傷者時被葛洛迪注射神蠍子的毒液後身亡；至於恩科索帕以及陶夫兩國也因為其當時的統治者之不作為而一度陷入蕭條及混亂。

## 製作團隊
製作人員：
- 原作：八手三郎
- 製作人：
  - tv asahi：大川武宏、芝高啓介
  - 東映：大森敬仁、久慈麗人
  - 東映Agency：矢田晃一

- 劇本：高野水登（第1-31、34-50集）、金子香緒里（第32-33集）
- 導演：上堀内佳壽也、山口恭平、加藤弘之、茶谷和行、中澤祥次郎、坂本浩一
- 動作導演：渡邊淳
- 配樂：坂部剛
- 特攝導演：佛田洋
- 製作：tv asahi、東映、東映Agency

皮套演員：
-  鍬形蟲王者：伊藤茂騎
-  蜻蜓王者：森博嗣
-  螳螂王者：坂梨由芽
-  蝴蝶王者：蜂須賀祐一
-  胡蜂王者：寺本翔悟
-  大鍬形王者：今井靖彦
-  蜘蛛古莫諾斯：高田將司

## 播放列表
以下時間以當地時間（日本時間）為準：
| 日本首播日期 | 集數 | 標題 （日語）（漢譯） | 登場怪茲姆                                                                   | 導演         |
| ------------ | ---- | --------------------- | ---------------------------------------------------------------------------- | ------------ |
| 2023/03/05   | 1    |                       | - 鼠婦茲姆                                                                   | 上堀內佳壽也 |
| 2023/03/12   | 2    |                       | - 螢火蟲茲姆（聲：下鶴直幸）                                                 | 上堀內佳壽也 |
| 2023/03/19   | 3    |                       | - 蜣螂茲姆（聲：石野龍三）                                                   | 上堀內佳壽也 |
| 2023/03/26   | 4    |                       | - 田螺茲姆                                                                   | 上堀內佳壽也 |
| 2023/04/02   | 5    |                       | - 蟻獅茲姆（聲：酒井敬幸）                                                   | 上堀內佳壽也 |
| 2023/04/09   | 6    | 歸來                  | -                                                                            | 山口恭平     |
| 2023/04/16   | 7    | 神之怒                | - 行軍蟻茲姆（聲：島田敏）                                                   | 山口恭平     |
| 2023/04/23   | 8    | 王與的決鬥審判        | -                                                                            | 山口恭平     |
| 2023/04/30   | 9    | 基拉逃亡中            | -                                                                            | 加藤弘之     |
| 2023/05/07   | 10   |                       | - 死亡鼠婦茲姆 - 死亡螢火蟲茲姆 - 死亡蜣螂茲姆 - 死亡田螺茲姆 - 死亡蟻獅茲姆 | 加藤弘之     |
| 2023/05/14   | 11   |                       | - （聲：愛河里花子）                                                         | 加藤弘之     |
| 2023/05/21   | 12   |                       | -                                                                            | 上堀內佳壽也 |
| 2023/05/28   | 13   | 憤怒的                | -                                                                            | 茶谷和行     |
| 2023/06/04   | 14   | 與莫芬在一起          | - 水黽茲姆（聲：飛田展男）                                                   | 山口恭平     |
| 2023/06/11   | 15   | 探望舒舒梅            | - 蒼蠅茲姆（聲：阿部敦）                                                     | 山口恭平     |
| 2023/06/18   | 16   |                       | - 螻蛄茲姆（聲：松田健一郎）                                                 | 山口恭平     |
| 2023/06/25   | 17   |                       | - 源氏螢茲姆                                                                 | 加藤弘之     |
| 2023/07/02   | 18   |                       | -                                                                            | 加藤弘之     |
| 2023/07/09   | 19   | 國王戰隊帝王者        | - 鑽石鼠婦茲姆（聲：千葉進步）                                               | 加藤弘之     |
| 2023/07/16   | 20   |                       | -                                                                            | 山口恭平     |
| 2023/07/23   | 21   |                       | -                                                                            | 山口恭平     |
| 2023/07/30   | 22   | 修之神大集合          | - 刺蛾茲姆（聲：竹本英史）                                                   | 茶谷和行     |
| 2023/08/06   | 23   | 修高達姆              | -                                                                            | 茶谷和行     |
| 2023/08/13   | 24   |                       | - 茲姆（聲：阪口大助）                                                       | 加藤弘之     |
| 2023/08/20   | 25   |                       | -                                                                            | 加藤弘之     |
| 2023/08/27   | 26   |                       | -                                                                            | 加藤弘之     |
| 2023/09/03   | 27   |                       | -                                                                            | 上堀內佳壽也 |
| 2023/09/10   | 28   |                       | -                                                                            | 上堀內佳壽也 |
| 2023/09/17   | 29   |                       | -                                                                            | 上堀內佳壽也 |
| 2023/09/24   | 30   |                       | -                                                                            | 中澤祥次郎   |
| 2023/10/01   | 31   | 千年的愛              | -                                                                            | 中澤祥次郎   |
| 2023/10/08   | 32   |                       | -                                                                            | 坂本浩一     |
| 2023/10/15   | 33   |                       | -                                                                            | 坂本浩一     |
| 2023/10/22   | 34   |                       | - 金蠅茲姆（聲：阿部敦）                                                     | 加藤弘之     |
| 2023/10/29   | 35   |                       | -                                                                            | 加藤弘之     |
| 2023/11/12   | 36   | 希梅羅的相親大作戰    | -                                                                            | 加藤弘之     |
| 2023/11/19   | 37   | 伊洛姬之亂            | -                                                                            | 上堀內佳壽也 |
| 2023/11/26   | 38   |                       | -                                                                            | 上堀內佳壽也 |
| 2023/12/03   | 39   | 恩科索帕決戰          | -                                                                            | 上堀內佳壽也 |
| 2023/12/10   | 40   |                       | -                                                                            | 加藤弘之     |
| 2023/12/17   | 41   | 拯救宇宙              | -                                                                            | 加藤弘之     |
| 2023/12/24   | 42   | 拉克萊斯的秘密        | -                                                                            | 茶谷和行     |
| 2024/01/07   | 43   | 霸王                  | -                                                                            | 茶谷和行     |
| 2024/01/14   | 44   | 王之證明！            | -                                                                            | 茶谷和行     |
| 2024/01/21   | 45   |                       | -                                                                            | 加藤弘之     |
| 2024/01/28   | 46   |                       | -                                                                            | 加藤弘之     |
| 2024/02/04   | 47   |                       | -                                                                            | 加藤弘之     |
| 2024/02/11   | 48   |                       | -                                                                            | 上堀內佳壽也 |
| 2024/02/18   | 49   |                       | -                                                                            | 上堀內佳壽也 |
| 2024/02/25   | 50   |                       | -                                                                            | 上堀內佳壽也 |

- 除了第32-33集，其餘集數的編劇皆為高野水登（日语：高野水登）；而第32-33集的編劇為金子香緒里（日语：金子香緒里），但同樣高野水登亦擔任該兩集的劇本監修。

## 音樂
主題曲：
作詞、演唱：古川貴之
作曲、編曲：園田健太郎
插曲：

作詞、演唱：nano
作曲、編曲：坂部剛

作詞：藤原優樹
作曲、編曲：長谷川大介
演唱：鎌田章吾

作詞：杉山昭彥
作曲、編曲：YOFFY
演唱：鎌田章吾

作詞、作曲、編曲：木下龍平
演唱：Machico

作曲、編曲：瀧澤實里
演唱：國家合唱團

作詞、作曲、編曲：KoTa
演唱：高橋秀幸＆伊勢大貴

作詞：渡部紫緒
作曲、編曲：坂部剛
演唱：高取秀明

作詩、作曲：高野水登
編曲：水口浩次
演唱：吉田仁美； 蝴蝶王者／李塔·伽尼斯嘉（平川結月）

作詞、作曲、編曲：園田健太郎
演唱：古川貴之

作詞：栗山健太
作曲：栗山健太、APAZZI
編曲：APAZZI
演唱：萩原逸輝

作詞：藤林聖子
作曲：持田裕輔
編曲：山下康介
演唱：鎌田章吾

作詞：渡部紫緒
作曲：佐橋俊彥
編曲：坂部剛
演唱：高取秀明

作詩：渡部紫緒
作曲：山田信夫
編曲：渡邊傑魯
演唱：NoB
角色曲：

作詩：水野元氣
作曲、編曲：Tak Miyazawa
演唱： 鍬形蟲王者／基拉（酒井大成）

作詩：水野元氣
作曲、編曲：馬渕直純
演唱： 蜻蜓王者／陽馬·蓋斯特（渡邊碧斗）

作詩：水野元氣
作曲、編曲：Tak Miyazawa
演唱： 螳螂王者／希梅羅·蘭（村上愛花）

作詩：水野元氣
作曲、編曲：設樂哲也
演唱： 胡蜂王者／卡古拉吉·迪波斯琪（佳久創）

作詩：水野元氣
作曲、編曲：馬渕直純
演唱： 蜘蛛古莫諾斯／杰拉米·布拉謝利（池田匡志）

## 其他相關媒體

### 劇場版
《電影 王樣戰隊帝王者 冒險王國》
此作的獨立劇場版，於2023年7月28日上映。
VS劇場版：
《王樣戰隊帝王者 VS Don Brothers》
此作與《暴太郎戰隊Don Brothers》的VS劇場版。
《王樣戰隊帝王者VS強龍者》
此作與《獸電戰隊強龍者》的VS劇場版，同時亦為《獸電戰隊強龍者》十週年紀念作品。
上述兩部作品皆於2024年4月26日同步上映。
《爆上戰隊BoonBoomger VS 帝王者》
此作與《爆上戰隊BoonBoomger》的VS劇場版，於2025年5月1日在电影院限定上映。

### 電視劇集
《暴太郎戰隊Don Brothers》
此作的大型機械人帝王者於該作Don 45話先行登場。

### 衍生劇
《國王戰隊帝王者 拉克萊斯王的秘密》
由東映特攝YouTube官方頻道發佈，以此作角色拉克萊斯·哈斯蒂為中心的衍生劇，而故事線則設定於此作主篇的第2-3集。
僅於該衍生劇登場角色：
貝達莉亞
演：富手麻妙
埋葬蟲茲姆
聲：代永翼
| 發佈日期   | 集數  | 編劇                 | 導演               |
| ---------- | ----- | -------------------- | ------------------ |
| 2023/04/23 | 1[18] | 川滿佐和子 | 茶谷和行 |
| 2023/06/04 | 2[24] | 川滿佐和子 | 茶谷和行 |
| 2023/07/16 | 3[30] | 川滿佐和子 | 茶谷和行 |
《特搜戰隊刑事連者with蜻蜓王者》
由東映特攝粉絲俱樂部於2024年6月16日發佈，以此作角色陽馬·蓋斯特為中心的與《特搜戰隊刑事連者》之聯動篇。
《國王戰隊帝王者 IN SPACE》
由東映特攝粉絲俱樂部於2024年11月10日發佈，為此作主篇完結後的後續故事。

### 網絡動畫
《與莫芬在一起》
由東映特攝粉絲俱樂部於2023年6月4日起發布的短篇網絡動畫。
登場角色：
莫芬
聲：大塚芳忠
潘彼
聲：金光宣明
主題曲：
作詩、作曲：高野水登
編曲：水口浩次
演唱：吉田仁美
| 發布日期   | 集數[註 19] | 標題 （日語）（漢譯） | 編劇     |
| ---------- | ----------- | --------------------- | -------- |
| 2023/06/04 | 1[24]       | 遭遇                  | 高野水登 |
| 2023/06/11 | 2[25]       | 部落                  | 高野水登 |
| 2023/06/18 | 3[26]       | 小型                  | 高野水登 |
| 2023/10/01 | 57[41]      | 增殖                  | 高野水登 |
| 2023/10/08 | 3528[42]    | 千花繚亂篇 消失於拂曉 | 高野水登 |

### 線上遊戲
《要塞英雄》
2023年9月10日，東映轄下的東映未來研究所於該線上遊戲發佈以此作中的高加索獨角仙城堡作為遊戲舞台的《國王戰隊帝王者 奪回國王房間！訓練篇》。其後以恩科索帕作為舞台的《奔走！攀爬！瞄準恩科索帕的頂點》及以葛加恩作為舞台的《成為澤伯恩城堡的交付品！》亦先後於同年9月24日及11月10日發佈。

### 網絡漫畫
《葛加恩的李塔 國王戰隊帝王者》
以此作角色－李塔·伽尼斯嘉的視角為中心的網絡漫畫，於2023年11月10日起在東映特攝粉絲俱樂部、BookLive及Piccoma網上平台發佈，共24集。

### 網絡影片
《國王戰隊帝王者變身講座》
由東映特攝YouTube官方頻道與YouTube Bandai官方頻道於2023年3月5日發佈的短片。
《國王戰隊帝王者合體講座》
由東映特攝YouTube官方頻道與YouTube Bandai官方頻道於2023年3月5日發佈的短片。
《The Talking Kings》
由東映特攝粉絲俱樂部於2023年3月5日起發佈，緊貼此作演員並接近其魅力的視頻。

## 超級英雄時間相關條目
- 2023春《假面騎士GEATS》（第25-49集）
- 2023秋《假面騎士GOTCHARD》（第1-24集）

## 海外播放

### 中國內地
中國內地曾於2024年1月28日至2025年1月5日期間每週日上午10時30分由愛奇藝及哔哩哔哩更新一集，並分為日語及普通話配音兩版。

### 香港
香港ViuTV曾於2024年6月2日至2025年5月11日期間每週日上午9時30分以日語及粵語配音雙語播出，並且於節目完結後於ViuTV官方網站及手機應用程式提供限時的免費重溫。

### 台湾
台灣東森幼幼台曾於2024年6月7日至2025年5月16日期間每週五下午5時30分首播国语配音版，並於隔天下午4時30分重播；另外網絡播放平台中華電信MOD以及Hami Video亦於2024年6月21日至2025年5月30日期間每週五發佈一集；而東森幼幼台YouTube頻道亦於同年9月8日至2025年8月17日期間每週日發佈一集。

## 外部連結
- 《王樣戰隊帝王者》朝日官網 （页面存档备份，存于） （日語）
- 《王樣戰隊帝王者》東映官網 （页面存档备份，存于） （日語）
- 《王樣戰隊帝王者》X.com （页面存档备份，存于） （日語）
- 《超級戰隊系列》萬代官網 （页面存档备份，存于）（日語）